# Algebra di Lie graduata
In matematica, un'algebra di Lie si dice graduata quando è dotata di una gradazione compatibile con le parentesi di Lie.  In altre parole, essa è un'algebra di Lie che è un'algebra graduata non-associativa nel quadro dell'operazione di commutazione. 
Questo concetto viene esteso nella superalgebra di Lie graduata, in cui si richiede che le  parentesi di Lie non siano necessariamente anticommutative.  

## Definizione di algebra di Lie graduata
Nella forma più elementare,  un'algebra di Lie graduata è un'ordinaria algebra di Lie {\displaystyle {\mathfrak {g}}} con una gradazione degli spazi vettoriali:
{\displaystyle {\mathfrak {g}}=\bigoplus _{i\in {\mathbb {Z} }}{\mathfrak {g}}_{i},}
tale che le parentesi di Lie, rispetto a questa gradazione soddisfino
{\displaystyle [{\mathfrak {g}}_{i},{\mathfrak {g}}_{j}]\subseteq {\mathfrak {g}}_{i+j}.}

## Definizione di superalgebra di Lie graduata
Una  superalgebra di Lie graduata su un campo o su un anello {\displaystyle k} (che ha caratteristica diversa da 2)  e definita come uno spazio vettoriale graduato {\displaystyle E} su {\displaystyle k} con un'operazione bilineare
{\displaystyle [\cdot ,\cdot ]\colon E\otimes _{k}E\rightarrow E}
che soddisfi alle seguenti proprietà:
- {\displaystyle [\cdot ,\cdot ]} rispetti la gradazione di {\displaystyle E}:

{\displaystyle [E_{i},E_{j}]\subseteq E_{i+j};}
- (simmetria) se {\displaystyle x\in E_{i}} e {\displaystyle y\in E_{j},} allora:

{\displaystyle [x,y]=-(-1)^{ij}[y,x];}
- (identità di Jacobi)  se {\displaystyle x\in E_{i},} {\displaystyle y\in E_{j}} e {\displaystyle z\in E_{k},} allora:

{\displaystyle (-1)^{ik}[x,[y,z]]+(-1)^{ij}[y,[z,x]]+(-1)^{jk}[z,[x,y]]=0.}